# Tarcisio Grandi
Tarcisio Grandi (Cunevo, 10 maggio 1951 – Trento, 20 maggio 2021) è stato un politico italiano, presidente del Trentino-Alto Adige dal 1994 al 1999.

## Biografia
Tarcisio Grandi ha fatto parte del Consiglio della Provincia autonoma di Trento nella decima, undicesima e dodicesima legislatura (1988 - 2003). Dal 1994 al 1999 ha presieduto la giunta regionale.
Nel 1996 si candida al Senato nel collegio di Pergine Valsugana, sostenuto da una coalizione che comprendeva L'Abete, SVP e PATT, ottenendo il 18,36% e non venendo eletto.